# スパーク・イン・シネマ
『スパーク・イン・シネマ』（英語: Spaaks In Cinema）は、1994年（平成6年）3月5日に発売された、ベルギー人女優カトリーヌ・スパークが出演したイタリア映画のサウンドトラックを集めた日本のコンピレーション・アルバムである。

## 概要・略歴
1990年代の日本の音楽シーンにあった渋谷系と呼ばれるサウンドの源流として注目されたカルロ・ルスティケッリやアルマンド・トロヴァヨーリらのこの音源集は、日本公開作品は
フロレスターノ・ヴァンチーニ『恋のなぎさ』、ジョルジョ・カピターニ『夜は盗みのために』、アルベルト・ラットゥアーダ『十七歳よさようなら』、ディーノ・リージ『追い越し野郎』、レナート・カステッラーニ / ルイジ・コメンチーニ / フランコ・ロッシのオムニバス『愛してご免なさい』のみで、ほとんどが日本未公開映画からのものであった。

## 収録曲
1. 恋のなぎさ - カルロ・ルスティケッリ『恋のなぎさ』（La calda vita, 監督フロレスターノ・ヴァンチーニ、1963年）
2. 最後の夏 - 『恋のなぎさ』
3. 夜は盗みのために - ピエロ・ウミリアーニ『夜は盗みのために』（La Notte è fatta per... rubare, 監督ジョルジョ・カピターニ、1968年）
4. 失なった夢 - 『夜は盗みのために』
5. ソー・マッチ・ラヴ - リズ・オルトラーニ『どんな愛をこめて』（Con quale amore con quanto amore, 監督パスクァーレ・フェスタ・カンパニーレ、1970年）
6. どんな愛をこめて - 『どんな愛をこめて』
7. 17才よさようなら - ピエロ・ピッチオーニ『十七歳よさようなら』（I dolci inganni, 監督アルベルト・ラットゥアーダ、1960年）
8. 祖国と王のため - フランコ・マンニーノ『モーパン嬢』（Madamigella di Maupin, 監督マウロ・ボロニーニ、1966年）
9. 沈黙 - 『陽気な略奪』（La vedova allegra, 監督アントネッロ・ファルクィ、テレビ映画、1968年）
10. ヴィルヤ - 『陽気な略奪』
11. アレグリア - アルマンド・トロヴァヨーリ『結婚戦争』（監督パスクァーレ・フェスタ・カンパニーレ、1966年）
12. カトリーヌ・ディキシー - 『結婚戦争』
13. オー! - カルロ・ルスティケッリ『ほんとのほんとの物語』（Certo, certissimo, anzi... probabile, 監督マルチェロ・フォンダート、1969年）
14. おかわりなくて? - 『ほんとのほんとの物語』
15. クアンド・クアンド・クアンド - リズ・オルトラーニ『追い越し野郎』（Il sorpasso, 監督ディーノ・リージ、1962年）
16. ユア・スマイル - ジョヴァンニ・フスコ『愛してご免なさい』（Tre notti d'amore, 監督レナート・カステッラーニ / ルイジ・コメンチーニ / フランコ・ロッシ、1964年）
17. アリヴェデルチ - 『十七歳よさようなら』